# Aéroport de Kuktong
L'aéroport de Kuktong est un aéroport près de Kŭktong-rodongjagu dans le comté de Myonggan, dans la province d'Hamgyong du Nord en Corée du Nord.

## Installations
L'aérodrome a une seule piste gazonnée orientée 10/28 mesurant 1143 mètres de long et 50 mètres de large.  Il est situé sur la côte est de la Corée du Nord, à environ 20 km au sud de l'aéroport de Chongjin.